# The Big Gundown

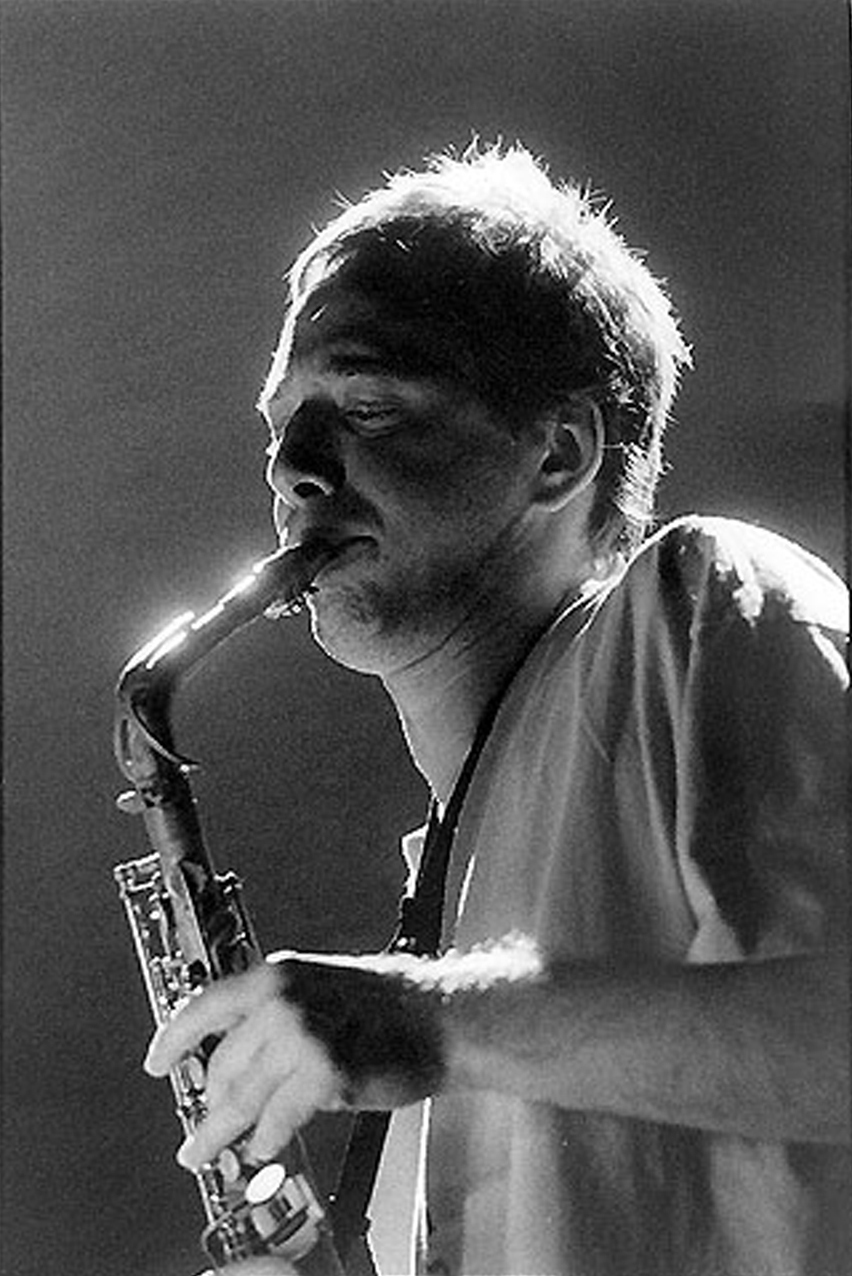
John Zorn

The Big Gundown ist ein Avantgardealbum von John Zorn. Es wurde von September 1984 bis September 1985 von Don Hünerburg für Nonesuch Records aufgenommen, zusammengestellt und 1986 veröffentlicht. Im Jahr 2000 wurde das Album in einer erweiterten Form auf Zorns Tzadik-Label wiederveröffentlicht. (15th Anniversary Edition).

## Die Musik
Das Album des US-amerikanischen Komponisten, Saxophonisten und Multi-Instrumentalisten
John Zorn ist schon im Titel eine Hommage an den italienischen Filmkomponisten
Ennio Morricone. Es enthält auf eine radikale Weise verarbeitete Coverversionen von Filmmusiken des Komponisten zu Filmen von Claude Lelouch, Gillo Pontecorvo, Bernardo Bertolucci, Elio Petri und besonders Sergio Leone. Ursprünglich vorgesehener Titel war daher auch Once Upon a Time in the Lower East Side, als Anspielung auf Leones Klassiker Es war einmal in Amerika. Der letztendlich gewählte Titel des Albums bezieht sich auf einen Spaghetti-Western aus dem Jahr 1966, The Big Gundown von Sergio Sollima mit Lee Van Cleef in der Hauptrolle, zu dem Morricone damals die Musik schrieb. Der Film lief in Deutschland unter dem Titel Der Gehetzte der Sierra Madre.
Zorn wählte bewusst neben Musikern seines regulären Umfeldes aus der New Yorker Jazzfusion- und Artrockavantgarde wie Bill Frisell, Arto Lindsay, Fred Frith und Wayne Horvitz zusätzlich eher dem Jazz-Mainstream oder anderen Genres zuzuordnende Musiker aus, darunter den Mundharmonikaspieler Toots Thielemans für den Titel Poverty aus One Upon a Time in America, den Organisten John Patton für seine Interpretation von Erotico aus dem Film The Burglars sowie die Sängerin Diamanda Galás und den Gitarristen Vernon Reid für Metamorfosi, ein Thema aus Elio Petris Film Der Weg der Arbeiterklasse ins Paradies.
The Big Gundown legte die Grundlage für nachfolgende Konzeptalben Zorns wie Spillane 1987 und Spy Vs Spy 1988.

## Die Titel
1. "The Big Gundown" – 7:26
2. "Peur Sur La Ville" – 4:16
3. "Poverty" (Once Upon A Time In America) – 3:49
4. "Milano Odea" – 3:02
5. "Erotico (The Burglars)" – 4:27
6. "Battle Of Algiers" – 3:50
7. "Giu La Testa" (Duck You Sucker!) – 6:06
8. "Metamorfosi" (La Classe Operaia Va In Paradiso) – 4:37
9. "Tre Nel 5000" – 4:37
10. "Once Upon a Time in the West" – 8:44

- Weitere Titel der Ausgabe von 2000:

11. "The Sicilian Clan" – 3:20

12. "Macchie Solari" 3:29

13. "The Ballad Of Hank McCain" – 5:27

14. "Svegliati & Uccidi" 3:03

15. "Chi Mai" – 3:06

16. "The Ballad Of Hank McCain (instrumental) – 5:28"
Alle Kompositionen stammen von Ennio Morricone, außer "Tre Nel 5000" von John Zorn

## Wirkung und Bewertung
Richard Cook und Brian Morton sehen John Zorn in der Rolle eines künstlerischen Puppenspielers und vergleichen ihn mit der
Rolle George Martins bei den Aufnahmen der Beatles sowie des frühen Frank Zappa. Sie halten das Album „für in jeder Hinsicht bemerkenswert“ und zählen es zu den wichtigsten Alben der 1980er Jahre. Sie bewerteten das Werk mit der höchsten Punktzahl, zusätzlich aufgewertet durch eine Krone.
Guy Peters wertet das Album als genre-sprengend und eines der risikoreichsten der 1980er Jahre. Das Album könne als einer der erfolgreichsten Befürworter des vorherrschenden dekonstruktivistischen Ansatzes in der Literatur und der Musik gewertet werden: „John Zorn geht beständig auf der schmalen Grenze zwischen Bewunderung und Nachahmung, was auch eine Konsequenz aus der Ausdrucksstärke des Werkes von Morricone selbst ist.“